# Wiktor Michailowitsch Perewersew
Wiktor Michailowitsch Perewersew (russisch Виктор Михайлович Переверзев; * 17. Juni 1958 in Toptschicha, Region Altai) ist ein ehemaliger russisch-sowjetischer Ruderer und Olympiazweiter.

## Karriere
Perewersew startete bei den Olympischen Sommerspielen 1980 im Zweier mit Steuermann zusammen mit Gennadi Krjutschkin und dem Steuermann Alexander Lukjanow und gewann die Silbermedaille hinter dem Team aus der DDR und vor dem Team aus Jugoslawien. Bei den Ruder-Weltmeisterschaften 1983 auf der Regattabahn Duisburg gewann er mit Gennadi Krjutschkin die Silbermedaille im Zweier ohne Steuermann. Bei den Ruder-Weltmeisterschaften 1985 auf der Regattastrecke Hazewinkel nahe Mechelen (Belgien) gewann Perewersew mit Gennadi Krjutschkin, Jonas Narmontas und Sergei Smirnow Silber im Vierer ohne Steuermann.

## Auszeichnungen
- 1984:  Verdienter Meister des Sports der UdSSR